# Branislav Fábry
Branislav Fábry (ur. 15 stycznia 1985 w Bratysławie) – słowacki hokeista. 
Jego ojciec także uprawiał hokej na lodzie.

## Kariera
- Slovan Bratysława U18 (2002-2003)
- Slovan Bratysława U18 (2003-2005)
- Slovan Bratysława (2003-2004)
  -  MsHK Žilina (2004)
  -  HK Trnava (2004)
- HC 07 Prešov (2005-2006)
- Orli Znojmo (2006)
- HC Rebel Havlíčkův Brod (2006-2007)
- MHK Kežmarok (2007)
- HK Ružinov 99 Bratislava (2008)
- SK Kadaň (2008)
- KLH Chomutov (2008-2009)
- SK Kadaň (2009-2010)
- Újpesti TE (2010)
- Rönnängs IK (2010-2011)
- Jertys Pawłodar (2011-2013)
- Polonia Bytom (2013-2014)
- Orlik Opole (2014-2015)
- HC Nowe Zamki (2015-2020)
- HC Topoľčany (2020)

Wychowanek Slovana Bratysława. W barwach Słowacji uczestniczył w turniejach mistrzostw świata juniorów do lat 18 edycji 2003 oraz mistrzostw świata juniorów do lat 20 edycji 2004, 2005.
Od października 2013 zawodnik Polonii Bytom. Odszedł z klubu w grudniu 2014. Od grudnia 2014 zawodnik Orlika Opole. Przedłużył kontrakt przed sezonem 2015/2016. W listopadzie 2015 odszedł z Opola i został zawodnikiem klubu HC Nowe Zamki. Od początku grudnia 2020 zawodnik HC Topoľčany, skąd na początku 2021 ogłoszono jego odejście.
W trakcie kariery określany pseudonimem Fabs.

## Sukcesy
Reprezentacyjne
- Srebrny medal mistrzostw świata juniorów do lat 18: 2003

Klubowe
- Brązowy medal mistrzostw Słowacji: 2004 ze Slovanem Bratysława
- Srebrny medal mistrzostw Kazachstanu: 2012 z Jertysem Pawłodar
- Złoty medal mistrzostw Kazachstanu: 2013 z Jertysem Pawłodar
- Złoty medal 1. ligi: 2016 z HC Nowe Zamki
- Awans do ekstraligi: 2016 z HC Nowe Zamki